# كوريل بينت شوب برو
بينت شوب برو (ب ش ب)(بالإنجليزية: paint shop pro)‏ برنامج لتعديل صور البتماب والفيكتور للكمبيوترات العاملة تحت أنظمة ويندوز وهو في الاصل يعتبر من إصدارات شركة جاسك سوفت وير. في أكتوبر 2004 قامت شركة كوريل بشراء شركة جاسك سوفت وير وبالتالي حقوق برنامج بينت شوب برو.
صدرت أول نسخة من البرنامج 1.0 في بداية سنة 1992. كنسخة شير وير ولكن حالياً يباع بما يعادل 100 دولار أمريكي وهو يعتبر اقل سعراً من منافسه برنامج ادوبي فوتوشوب.
من السهل استخدام وتعلم البرنامج وفي الواقع بعض الماسحات الضوئية كانت تصدر في الأسواق مع برنامج بي اس بي لاستخدامه في مسح وتعديل الصور من ضمنها شركة ديل للكمبيوتر.
على الرغم من أن برنامجي فوتوشوب وبي اس بي متشابهين في العمل للكثير من المستخدمين إلا أن فوتوشوب الاغلى ثمناً تتوفر فيه بعض المميزات الغير موجودة في برنامج بي اس بي مثل إدارة الألوان الأساسية وهذه الميزه لم تتوفر في بي اس بي لغاية النسخة بي اس بي اكس. بالإضافة إلى انه لا يتوفر منه نسخة تعمل على أجهزة ابل ماكنتوش. في حين يتميز برنامج بي اس بي في التعامل مع صور فيكتور وراستر بينما فوتوشوب يدعم صور راستر فقط (للعلم تسوق شركة ادوبي برنامج ادوبي الوستريتور لصور الفيكتور).
منذ صدور النسخة 5.01 ولغاية النسخة 8.0 كان برنامج انيميشن شوب يصدر من ضمن حزمة جاسك بينت شوب برو ولكن بعد النسخة 8.0 بدأ بيع انميشن شوب بشكل فردي بما يعادل 40 دولار أمريكي.
من خلال النسخة 8.0 قامت شركة جاسك بعمل تغيرات كبيرة في برنامج بي اس بي. كانت أكثر التغيرات وضوحاَ هو شكل البرنامج الخارجي. بالإضافة إلى تعديلات أخرى كثيره. غير ان بعضها لم يرق لمستخدمين الإصدارات القديمة من البرنامج حيث ان الاصداره الجديدة تأخذ فترة طويل للتشغيل في حين ان النسخة 7.0 وما سبقها تأخذ فترة اقل. بعض المستخدمين اشتكوا من التعديلات التي طرأت على الفرش في البرناج حيث يدعون انها في النسخ الأقدم كانت أكثر دقة. من خلال النسخ 9.0 تم تعديل بعض هذه المشاكل.
احدث اصدارة من البرنامج بينت شوب برو اكس (بي اس بي اكس), صدرت في سبتمبر 2005 وهي تحمل الاسم كوريل بينت شوب برو. وتحتوى على تعديلات كبيرة مثل (خاصية تبييض الأسنان، تشبيه التصوير بالاشعه تحت الحمراء وغيرها.